# Erwin Tschentscher

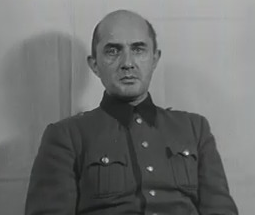
Erwin Tschentscher podczas procesu

Erwin Tschentscher (ur. 11 lutego 1903, zm. 12 lipca 1972) – nazista oraz SS-Standartenführer.
Urodzony w Berlinie. Podczas wojny kierownik Amtu B I w ramach WVHA. W czasie procesu Pohla skazany na 10 lat więzienia. Zwolniony z obowiązku odbywania kary w 1951 roku. Zmarł w Duisburgu.